# Mandé
I mande o mandé sono un ampio raggruppamento etnico  dell'Africa Occidentale, definito da un substrato culturale e linguistico comune, le lingue mande. Si trovano principalmente in Gambia, Guinea, Guinea-Bissau, Senegal, Mali, Sierra Leone, Liberia, Burkina Faso, e Costa d'Avorio.
La gente mandé è legata alla fondazione dei più grandi e antichi imperi dell'Africa occidentale.
I mandé sono strettamente collegati con i fulani, i wolof e i songhay, in termini di cultura ed etnicità. Alcune fonti dicono che i mandé sono definiti dalla cultura e dalla lingua piuttosto che dall'etnicità, poiché molti diversi gruppi etnici hanno adottato le lingue mande, i nomi e le tradizioni.
Tra i principali gruppi mandé si possono citare i Bambara, i Bobo, i Diula, i Mandingo, i Mende, i Sarakollé, i Sosso. La grande maggioranza dei mandé è di religione islamica, con l'eccezione di alcuni popoli mandé sudoccidentali come gli Kpelle, in prevalenza cristiani.

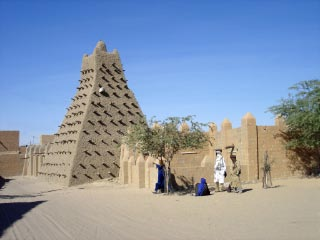
Moschea Sankoré, Timbuctù, Mali